# Sul (Haiti)
Sul (em francês: Sud; em crioulo haitiano: Sid) é um departamento do Haiti. Sua capital é a cidade de Les Cayes. Possui 2 654 quilômetros quadrados e segundo censo de 2009, havia 704 760 habitantes.